# Long Beach Convention and Entertainment Center
The Long Beach Convention and Entertainment Center – wielkie centrum konferencyjne i rozrywkowe zlokalizowane w Long Beach w Kalifornii w USA.
Centrum zostało zbudowane w miejscu Long Beach Municipal Auditorium na początku roku 1962. Najważniejszymi miejscami kompleksu są:

## Long Beach Arena
Był to pierwszy budynek wchodzący w skład kompleksu, umożliwia on przyjęcie 11 200 kibiców podczas meczów hokejowych, 13 609 kibiców koszykówki i zależnie od ilości miejsc siedzących 4550, 9200 lub 13 500 uczestników koncertów muzycznych, .
Do roku 2007 budynek był siedzibą zawodowej drużyny hokejowej Long Beach Ice Dogs, która grała w East Coast Hockey League.
Arena była gospodarzem wielu widowisk profesjonalnych i uczelnianych imprez sportowych, w tym meczów siatkówki podczas letniej olimpiady w roku 1984. Jest również znanym miejscem, w którym odbywają się koncerty muzyki hip-hopowej ale koncertowali tutaj również tacy artyści estradowi jak Deep Purple, Frank Sinatra, AC/DC, Iron Maiden, Led Zeppelin i Alice in Chains.

## Sale wystaw
Trzy sale wystaw mają w sumie 21 000 m² powierzchni oraz umożliwiają udział ponad 14 899 widzów zajmujących miejsca siedzące.

## Teatry
Znajdują się tu również dwa teatry Terrace Theater – 3051 miejsc oraz sąsiadujący z nim Center Theater z 825 miejscami siedzącymi.
Centrum konferencyjne i teatr były gospodarzem zawodów w szermierce podczas Letnich Igrzysk Olimpijskich 1984.